# Joseph-Gabriel Tourny
Pour les articles homonymes, voir Tourny (homonymie).
Joseph-Gabriel Tourny, né à Paris le 3 mars 1817 et mort à Montpellier le 27 mars 1880, est un peintre et graveur français.

## Biographie
Joseph-Gabriel Tourny est le fils de Jean François Tourny, cordier, et de Magdeleine Esther Espezolles.
Il est élève d'Achille-Louis Martinet aux Beaux-Arts de Paris.
Quoique graveur au burin, c'est principalement ses aquarelles qui sont exposées au Salon à partir de 1857.
En 1844, il obtient le second prix de Rome en taille douce. Deux ans plus tard, il remporte le grand prix.
Il épouse Ernestine Hochet de Laterre en juillet 1854.
Domicilié à Ivry-sur-Seine, il meurt à Montpellier le 27 mars 1880.

## Distinction
- Chevalier de la Légion d'honneur en 1872[4].